# ソロモンの審判 (プッサン)
『ソロモンの審判』（ソロモンのしんぱん、仏: Le Jugement de Salomon、英: The Judgment of Solomon）は、17世紀フランスの巨匠ニコラ・プッサンが1648年にキャンバス上に油彩で制作した絵画で、『旧約聖書』中の「列王記」に登場するソロモン王を描いている。絵画はローマにいたプッサンの庇護者ジャン・ポワンテル (Jean Pointel) により委嘱され、1685年にフランス王ルイ14世に取得された。1793年の開館以来、パリのルーヴル美術館に所蔵されている。

## 作品

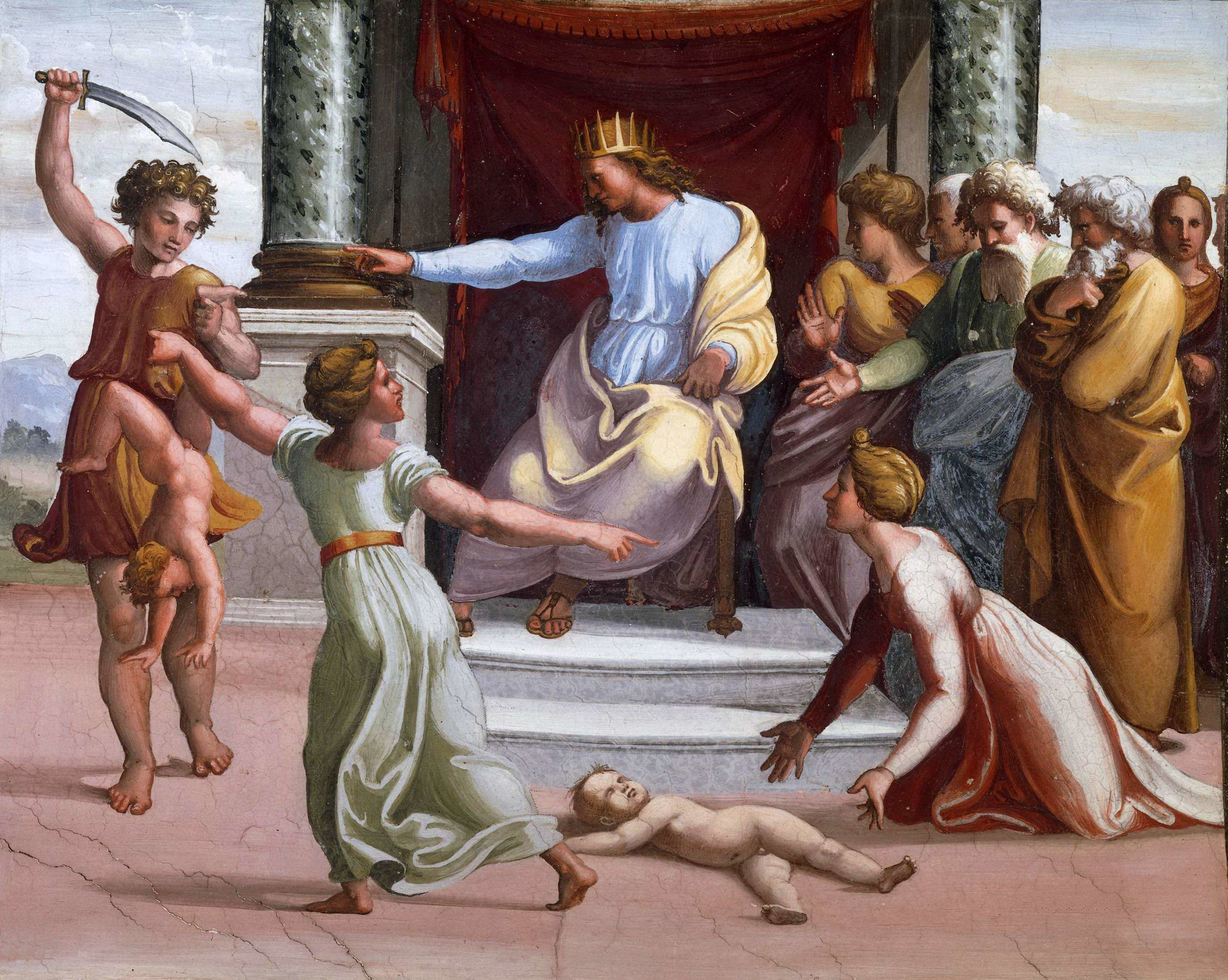
ラファエロと工房『ソロモンの審判』、ラファエロの回廊、ヴァチカン宮殿

「列王記上」 (第3章16-28) には、ソロモン王の裁きを受けにやってきた2人の娼婦の物語が記述されている。彼女たちは2人とも、自分の生きている赤子を、夜の間にもう1人が彼女の死んだ赤子と取り換えたと主張した。そして、いずれも生きている赤子は自分の子供だと言い張った。賢く若いソロモンは、真の母親を偽りの母親と識別するために巧みな指示を出した。生きている赤子を剣で二等分して、その2人の女に分け与えるように命じたのである。結果として、真の母親は赤子を殺さぬようにと懇願し、偽りの母親は赤子を切断して、2人に分け与えるように主張した。
本作を制作するにあたり、プッサンは、ヴァチカン宮殿内のラファエロの回廊にフレスコで描かれたラファエロと助手たちの同主題作に触発されている。しかし、プッサンはこの絵画を厳密な左右対称性で構築しており、ソロモンの審判という主題には永遠性ともいうべきものが付与されている。場面はソロモンがまさに審判を下そうとするところである。構図の点で、ソロモンは争っている2人の女を底辺とする三角形の頂点にいる。彼の玉座の上にある円形の装飾部分は光輪 (宗教美術) のように見え、王の地位をいっそう強調する。さらに玉座は、権力の象徴である2本のがっしりとした柱に挟まれている。このような画面構成により、物語の叙述は左右を行き来することになる。画面右側では偽りの母親が兵士に踵を掴まれている赤子を指している一方、左側では真の母親が赤子を救ってほしいと嘆願している。彼女たちは、大悲劇女優が演技しているかのように表されている。
なお、ラファエロの回廊にあるフレスコ画に加え、プッサンはソロモンの玉座の基底部においてトラヤヌスのフォルムにあるレリーフに触発されている。また、画面右端の振り返る女性像においては古代ローマの石棺に影響を受けている。
本作はあらゆる面において完璧である。また、プッサンの全作品中もっとも典型的にフランス的である。17世紀イタリアの美術理論家ジョヴァンニ・ピエトロ・ベッローリの語るところによれば、プッサンは自ら本作を彼の最良の作品であると考えていた。計算された、意識的に作られた形式がこれほどに強い生気を持っているプッサンの作品はほかに例がない。